# Comisiones del Colegio de Ingenieros de Caminos
Tras el II Congreso de Ingeniería Civil, celebrado en Santander en 1991, donde se exigía una mayor presencia del Ingeniero de Caminos en la elaboración y diseño de políticas sectoriales, el Colegio de Ingenieros de Caminos Canales y Puertos de España constituyó en noviembre de 1992 cinco Comisiones sectoriales: Transportes y Comunicaciones; Hidráulica; Energía; Urbanismo; Medio Ambiente.
A las Comisiones Sectoriales se les asignó una doble función, por un lado estudiar e informar aquellos temas que la Junta de Gobierno les encomendara, para mejor conocer aspectos diversos de cada Sector y con base en sus resultados tomar las medidas convenientes y, por otro lado y dada la cercanía a la realidad y el conocimiento de los distintos expertos, detectar los problemas o exigencias de la Sociedad y una vez decantados, transmitirlos a la Junta de Gobierno y, en su caso, al Colectivo.
A fecha de 2012,[actualizar], el Colegio de Ingenieros de Caminos Canales y Puertos cuenta con doce comisiones: Actividad profesional y visado; Agua y energía; Construcción y financiación de infraestructuras; Consultoría y ejercicio libre; Cultura; Docencia e investigación; Empleo y nuevas promociones; Jubilados; Medio ambiente; Ordenación del territorio y urbanismo; Sector público y Transportes.